# João Teixeira Albernaz, o Moço
João Teixeira Albernaz, também referido como João Teixeira Albernaz II ou João Teixeira Albernaz, o moço (16?? — c. 1699), para distingui-lo do homónimo, seu avô, foi um cartógrafo português. Pertenceu a uma família de cartógrafos cuja actividade se estende por um longo período, desde os meados do século XVI até ao fim do século XVIII.

## Biografia
Os dados biográficos a seu respeito são escassos. Manuel Pimentel, menciona que este João Teixeira Albernaz, é neto do primeiro João Teixeira Albernaz, complementando que fazia cartas com perfeição. Da análise de sua obra, entretanto, depreende-se que, embora tendo recebido forte influência de seu avô, o traçado da sua letra e as suas iluminuras são menos cuidados. Os Atlas do Brasil de sua autoria repetem, com algumas actualizações, os desenhos de seu avô. Uma de suas cartas foi utilizada nas negociações da Conferência de Badajoz (1681), a propósito da questão da Colónia do Sacramento, afirmando os seus membros que este João Teixeira Albernaz era conhecido em toda a Europa.
Encontrava-se vivo ainda em 1699.

## Obra
A sua produção cartográfica é vasta, repartindo-se entre cartas e atlas. Entre as primeiras referem-se as de:
- 1655 representa o Oceano Atlântico e o Oceano Índico;
- 1665;
- 1667, que terá influenciado, possivelmente, o desenho neerlandês da Terra Nova;
- 1675;
- 1676 - como a de 1655, representa o Atlântico e o Índico; nesta encontram-se assinaladas as posições de um navio, o que indica que foi usada para a navegação;
- 1677;
- 1679 – carta que foi usada na negociação da Conferência de Badajoz (1681);
- um fragmento de uma carta de 1681, actualmente em Évora.

Entre os atlas de sua autoria, referem-se:
- 1655 - "Atlas de África", actualmente em Paris. Único no seu género, é considerado a sua obra mais importante. Foi-lhe encomendado por um francês, o que comprova a demanda estrangeira pela cartografia portuguesa, ainda nesta época. Feito por ordem real, é bastante preciso: constitui-se de sessenta e duas folhas e vinte e nove cartas. Foi utilizado como base para publicações francesas.
- 1666 – "Atlas do Brasil", actualmente na mapoteca do Ministério das Relações Exteriores, no Rio de Janeiro. Conta com trinta e uma cartas.
- c. 1666 - Atlas integrante do códice de Diogo Barbosa Machado ("Mappas do Reino de Portugal"), actualmente na Biblioteca Nacional do Brasil. Contém vinte e nove cartas. É muito semelhante às outras obras deste autor, mas não está assinado.
- c. 1675 - Atlas que pertenceu ao cosmógrafo-mor Manuel Pimentel. É composto por trinta e duas cartas.

Estes três últimos Atlas são muito semelhantes entre si, abrindo com uma carta geral do Brasil, seguindo-se depois as particulares.